# Podgorci
Podgorci este o localitate din comuna Ormož, Slovenia, cu o populație de 519 locuitori.